# Terry McDermott
Terry McDermott, właśc. Richard Terrance McDermott (ur. 20 września 1940 w Essexville, zm. 20 maja 2023) – amerykański łyżwiarz szybki, dwukrotny medalista olimpijski.

## Kariera
Specjalizował się w dystansach sprinterskich. W 1960 roku wystartował podczas VIII Zimowych Igrzysk Olimpijskich w Squaw Valley, zajmując siódme miejsce w biegu na 500 m. Największy sukces w karierze osiągnął podczas IX Zimowych Igrzysk Olimpijskich w Innsbrucku w 1964 roku, gdzie zwyciężył na dystansie 500 m, wyprzedzając bezpośrednio Norwega Alva Gjestvanga i dwóch reprezentantów Związku Radzieckiego: Jewgienija Griszyna i Władimira Orłowa. Wszyscy trzej zajęli ex aequo drugie miejsce. Podczas rozgrywanych cztery lata później X Zimowych Igrzysk Olimpijskich w Grenoble zdobył srebrny medal w biegu na 500 m (ex aequo z Norwegiem Magne Thomassenem), przegrywając tylko z Erhardem Kellerem z Niemiec Zachodnich. Podczas tych samych igrzysk w 1968 roku Terry McDermott był chorążym reprezentacji Stanów Zjednoczonych. Nigdy nie wystąpił na mistrzostwach świata.